# Lijst van burgemeesters van Eibergen
Dit is een lijst van burgemeesters van de voormalige Nederlandse gemeente Eibergen.
Eibergen is per 1 januari 2005 opgegaan in Berkelland.
| Ambtsperiode | Naam burgemeester                            | Partij of stroming | Bijzonderheden                    |
| ------------ | -------------------------------------------- | ------------------ | --------------------------------- |
| 1813 - 1835  | Pieter Reinhard Johan Wild van Heeckeren     |                    | Overleden 5 januari 1835          |
| 1835 - 1879  | C.H. (Christiaan Hendrik) Koentz (1806-1879) |                    | In functie overleden 22 juli 1879 |
| 1879 - 1903  | W.H. Smits                                   |                    |                                   |
| 1903 - 1915  | G.H. Smits                                   | [ 1 ]              |                                   |
| 1916 - 1921  | ds. Johannes Marinus Valeton                 |                    |                                   |
| 1921 - 1934  | J.P.A. Wilhelm                               |                    |                                   |
| 1934 - 1936  | G.J.J. Wouters                               | RKSP               | Parlement.com                     |
| 1936 - 1946  | A.G. (Adriaan) Delen                         |                    |                                   |
| 1947 - 1964  | L.H.H.R. van Wensen                          |                    | Info                              |
| 1964 - 1971  | F.J. (Frans) Hermsen                         | KVP                |                                   |
| 1972 - 1988  | drs. F.J.M. (Frans) Cappetti                 | KVP / CDA          |                                   |
| 1988 - 1995  | J.J.M.W. (Han) ter Laak                      | CDA                |                                   |
| 1995 - 1996  | mr. G.J. te Loo                              | PvdA               |                                   |
| 1996 - 2002  | Aaltje Emmens-Knol                           | PvdA               |                                   |
| 2002 - 2004  | Mr. F.J. (Ed) Tjaberings                     | PvdA               | waarnemend                        |